# Liste der Kulturdenkmäler in Rhens
In der Liste der Kulturdenkmäler in Rhens sind alle Kulturdenkmäler der rheinland-pfälzischen Stadt Rhens einschließlich des Stadtteils Schauren aufgeführt. Grundlage ist die Denkmalliste des Landes Rheinland-Pfalz (Stand: 27. Oktober 2023).

## Rhens

### Denkmalzonen
| Bezeichnung                    | Lage                                                  | Baujahr                    | Beschreibung | Bild                           |
| ------------------------------ | ----------------------------------------------------- | -------------------------- | --- | ------------------------------ |
| Denkmalzone Stadtkern          | Lage                                                  |                            | mittelalterlicher Stadtkern innerhalb der Stadtmauer | Fotos hochladen                |
| Denkmalzone Stadtmauer         | Lage                                                  | um 1400                    | um 1400 angelegt, die Stadt in einem Viereck umschließend; bis auf Lücken an der Nord- und der Rheinseite weitgehend erhalten, ursprünglich fünf viereckige Türme, davon erhalten: „Rheintor“ mit geschweiftem Mansardwalmdach, 18. Jahrhundert, „Josephstor“ mit barocker Josephsfigur, beidseitig Reste der Stadtmauer; vom „Viehtor“, errichtet zwischen 1396 und 1418, nur der innere Bogen und Steinscharniere für die Tore erhalten; Bergseite, Auf der Lay: runder Eckturm und bergseitiger Teil der Mauer, talseitig „Scharfe Turm“, an der Bergseite Stadtgraben noch ablesbar | weitere Bilder Fotos hochladen |
| Denkmalzone Jüdischer Friedhof | nordwestlich der Stadt; Distrikt Auf Lützelforst Lage | Mitte des 19. Jahrhunderts | 33 Grabsteine sowie ein Doppelgrabstein, ältester von 1864 | weitere Bilder Fotos hochladen |

### Einzeldenkmäler
| Bezeichnung                           | Lage                                     | Baujahr                            | Beschreibung | Bild                           |
| ------------------------------------- | ---------------------------------------- | ---------------------------------- | --- | ------------------------------ |
| Evangelisches Pfarrhaus               | Albertstraße 2 Lage                      | 1912                               | barockisierender Heimatstil, bezeichnet 1912 | Fotos hochladen                |
| Katholische Kirche St. Theresia       | Am Bahnhof Lage                          | 1906–08                            | neuspätgotische Hallenkirche, 1906–08, Architekt Ludwig Becker, Mainz | weitere Bilder Fotos hochladen |
| Hotel Königstuhl                      | Am Rhein 1 Lage                          | Ende des 18. Jahrhunderts          | Fachwerkhaus, teilweise massiv, Mansarddach, Ende des 18. Jahrhunderts; Gesamtanlage mit Garten | Fotos hochladen                |
| Hotel Wackelburg                      | Am Rhein 1a Lage                         | 1573                               | Fachwerkhaus, bezeichnet 1573, rechtwinklig anschließend ein kleines Fachwerkhaus | Fotos hochladen                |
| Wohnhaus                              | Am Rhein 2 Lage                          | 18. Jahrhundert                    | Fachwerkhaus, teilweise massiv, 18. Jahrhundert | Fotos hochladen                |
| Hotel Deutsches Haus                  | Am Rhein 3 Lage                          | 1566                               | Fachwerkhaus, teilweise massiv, bezeichnet 1566, Zwerchhäuser, 16. Jahrhundert, Volutengiebel aus dem 17. oder 18. Jahrhundert | Fotos hochladen                |
| Ludwigsburg                           | Am Viehtor Lage                          | 1572                               | ehemaliges Amtshaus; Fachwerkbau, teilweise massiv, 18. Jahrhundert, ältere Substanz bezeichnet 1572 | Fotos hochladen                |
| Wohnhaus                              | Am Viehtor 3 Lage                        | 18. oder 19. Jahrhundert           | Fachwerkhaus, teilweise massiv, 18. oder 19. Jahrhundert | Fotos hochladen                |
| Wohnhaus                              | Hochstraße 7 Lage                        | 1671                               | dreigeschossiges Fachwerkhaus, teilweise massiv, reliefierte Brüstungsfelder, bezeichnet 1671 | Fotos hochladen                |
| Wohnhaus                              | Hochstraße 9 Lage                        | 1659                               | reiches Fachwerkhaus, teilweise massiv, bezeichnet 1659, Krüppelwalmdach | Fotos hochladen                |
| Wohnhaus                              | Hochstraße 11 Lage                       | zweite Hälfte des 17. Jahrhunderts | dreigeschossiges Fachwerkhaus, zweite Hälfte des 17. Jahrhunderts | Fotos hochladen                |
| Wohnhaus                              | Hochstraße 12 Lage                       | 1579                               | dreigeschossiges Fachwerkhaus, teilweise massiv, Krüppelwalmdach, bezeichnet 1579, im Kern wohl aus dem 18. Jahrhundert, Obergeschoss-Umbau 20. Jahrhundert; zugehörig an der Langgasse: dreigeschossiges Fachwerkhaus, teilweise massiv, zwei Zwerchhäuser aus dem 19. oder 20. Jahrhundert                                                            | Fotos hochladen                |
| Rathaus                               | Hochstraße 15 Lage                       | 1514                               | Fachwerkbau, Hallenerdgeschoss, dendrodatiert 1514, Umbau bezeichnet 1790; Grenzstein, bezeichnet 1759 | Fotos hochladen                |
| Haus Marienbiltgen                    | Hochstraße 20 Lage                       | 1737                               | reiches Fachwerkhaus, Mansarddach, bezeichnet 1737 | Fotos hochladen                |
| Wohnhaus                              | Hochstraße 22 Lage                       | Mitte des 16. Jahrhunderts         | Fachwerkhaus, teilweise massiv, Mitte des 16. Jahrhunderts | Fotos hochladen                |
| Wohnhaus                              | Hochstraße 24 Lage                       | 1702                               | Fachwerkhaus, bezeichnet 1702; rückwärtig Fachwerkhaus, teilweise massiv, Mansarddach, 18. Jahrhundert | Fotos hochladen                |
| Wohnhaus                              | Hochstraße 26 Lage                       | 18. Jahrhundert                    | Fachwerkhaus, teilweise massiv, 18. Jahrhundert; rückwärtig Fachwerkhaus, Reste eines Ständerbaus | Fotos hochladen                |
| Hotel Roter Ochse                     | Hochstraße 27 Lage                       | 1920                               | Mansardwalmdachbau mit Giebelrisalit, bezeichnet 1920 | Fotos hochladen                |
| Hofanlage                             | Hochstraße 28 Lage                       | 18. Jahrhundert                    | Streckhof; Fachwerkhaus, teilweise massiv, 18. Jahrhundert | Fotos hochladen                |
| Wohnhaus                              | Hochstraße 42 Lage                       | 19. Jahrhundert                    | Fachwerkhaus, verputzt, 19. Jahrhundert | Fotos hochladen                |
| Wohnhäuser                            | Hochstraße 54/56 Lage                    | 18. oder 19. Jahrhundert           | zwei Fachwerkhäuser, teilweise massiv, Mansarddach, 18. oder 19. Jahrhundert | Fotos hochladen                |
| Wohnhaus                              | Josefstraße 7 Lage                       | Ende des 17. Jahrhunderts          | Fachwerkhaus, teilweise massiv, wohl vom Ende des 17. Jahrhunderts | Fotos hochladen                |
| Wohnhaus                              | Josefstraße 10 Lage                      | Ende des 17. Jahrhunderts          | Fachwerkhaus, wohl vom Ende des 17. Jahrhunderts | Fotos hochladen                |
| Wohnhaus                              | Josefstraße 12–18 Lage                   | 16. Jahrhundert                    | Fachwerkhaus, teilweise massiv, Krüppelwalmdach, im Kern aus dem 16. Jahrhundert; angrenzend barocker Walmdachbau | Fotos hochladen                |
| Hofanlage                             | Josefstraße 21 Lage                      | 17. oder 18. Jahrhundert           | Hakenhof; Fachwerkhaus, teilweise massiv, verputzt, im Kern aus dem 17. oder 18. Jahrhundert, angrenzend Scheune; bauliche Gesamtanlage | Fotos hochladen                |
| Wohnhaus                              | Josefstraße 23 Lage                      | 18. Jahrhundert                    | Fachwerkhaus, teilweise massiv, 18. Jahrhundert; Gesamtanlage mit Josephstor | Fotos hochladen                |
| Wohnhaus                              | Josefstraße 24 Lage                      | 18. Jahrhundert                    | Fachwerkhaus, teilweise massiv, 18. Jahrhundert; Gesamtanlage mit Josephstor | Fotos hochladen                |
| Wohnhäuser                            | Koblenzer Straße 2, 4 Lage               |                                    | Putzbauten, Mansarddächer | Fotos hochladen                |
| Kapelle                               | Koblenzer Straße, bei Nr. 5 Lage         | 1818                               | Kapelle und Kreuz, bezeichnet 1818 | Fotos hochladen                |
| Wohnhaus                              | Langstraße 1 Lage                        | 17. Jahrhundert                    | Fachwerkhaus, 17. Jahrhundert | Fotos hochladen                |
| Wohnhaus                              | Langstraße 2 Lage                        | Mitte des 16. Jahrhunderts         | dreigeschossiges Fachwerkhaus, teilweise massiv, Mischung aus Rähm- und Ständerbau, Krüppelwalmdach, Mitte des 16. Jahrhunderts | Fotos hochladen                |
| Wohnhaus                              | Langstraße 3 Lage                        | 18. Jahrhundert                    | Fachwerkhaus, teilweise massiv, verputzt, Krüppelwalmdach, 18. Jahrhundert | Fotos hochladen                |
| ehemalige Synagoge                    | Langstraße 9 Lage                        | 18. oder 19. Jahrhundert           | Fachwerkbau, teilweise massiv, abgewalmtes Mansarddach, bezeichnet 1668, wohl aus dem 18. oder 19. Jahrhundert | weitere Bilder Fotos hochladen |
| Wohnhaus                              | Langstraße 14 Lage                       | 19. Jahrhundert                    | Fachwerkhaus, wohl aus dem 19. Jahrhundert | Fotos hochladen                |
| Wohnhaus                              | Langstraße 20 Lage                       | 18. oder 19. Jahrhundert           | Fachwerkhaus, teilweise massiv, verputzt, 18. oder 19. Jahrhundert | Fotos hochladen                |
| Wohnhaus                              | Langstraße 23 Lage                       | 1743                               | Fachwerkhaus, teilweise massiv, verputzt, bezeichnet 1743 | Fotos hochladen                |
| Wohnhaus                              | Langstraße 25/27 Lage                    | 18. Jahrhundert                    | barockes Fachwerkhaus, teilweise massiv, Mansarddach, 18. Jahrhundert | Fotos hochladen                |
| Wohnhaus                              | Langstraße 28 Lage                       | 16. oder 17. Jahrhundert           | Fachwerkhaus, teilweise massiv, wohl aus dem 16. oder 17. Jahrhundert | Fotos hochladen                |
| Wohnhaus                              | Langstraße 39 Lage                       | 17. Jahrhundert                    | Fachwerkhaus, teilweise massiv, Krüppelwalmdach, wohl aus dem 17. Jahrhundert | Fotos hochladen                |
| Wohnhaus                              | Langstraße 41 Lage                       | 1629                               | dreigeschossiges reiches Fachwerkhaus, teilweise massiv, Krüppelwalm, bezeichnet 1629 | Fotos hochladen                |
| Katholische Pfarrkirche St. Dionysius | Mainzer Straße Lage                      | Anfang des 13. Jahrhunderts        | spätromanischer Turm, Rautendach, Anfang des 13. Jahrhunderts; spätgotischer Saal, Anfang des 16. Jahrhunderts; Gesamtanlage aus Kirche und Friedhof | weitere Bilder Fotos hochladen |
| Friedhof                              | Mainzer Straße Lage                      | 17. bis 20. Jahrhundert            | Friedhofsmauer mit Kreuzwegstationen, teilweise in Form von Heiligenhäuschen, teilweise in Bildstockform, Reliefs der 1950er Jahre; vier Grabkreuze, 18. und 19. Jahrhundert; Nische mit Kreuz, 18. Jahrhundert; barocke Kapelle, barockes Muttergottesbild, Kreuz von 1648; Kriegerdenkmal, Soldat auf Sarkophag; Gesamtanlage aus Kirche und Friedhof | Fotos hochladen                |
| Wohnhaus                              | Mühlenstraße 2 Lage                      | 18. Jahrhundert                    | dreigeschossiges Fachwerkhaus, 18. Jahrhundert | Fotos hochladen                |
| Wohnhaus                              | Mühlenstraße 5 Lage                      | 18. Jahrhundert                    | Fachwerkhaus, teilweise massiv, 18. Jahrhundert | Fotos hochladen                |
| Wohnhaus                              | Neustraße 3 Lage                         | 1739                               | Fachwerkhaus, bezeichnet 1739 | Fotos hochladen                |
| Königsstuhl                           | nordwestlich der Stadt an der L 208 Lage | 1842                               | oktogonales Monument, ursprünglich aus dem 14. Jahrhundert, nach Zerstörung von 1804/05 Wiederaufbau 1842, Architekt Johann Claudius von Lassaulx, Koblenz | weitere Bilder Fotos hochladen |
| Kapelle                               | westlich der Stadt Lage                  | 19. Jahrhundert                    | Kapelle, Saalbau, 19. Jahrhundert | weitere Bilder Fotos hochladen |
| Kapelle                               | westlich der Stadt Lage                  | 1875                               | Kapelle, Saalbau, gestiftet 1875 | weitere Bilder Fotos hochladen |

## Schauren

### Einzeldenkmäler
| Bezeichnung | Lage                       | Baujahr         | Beschreibung                                   | Bild                           |
| ----------- | -------------------------- | --------------- | ---------------------------------------------- | ------------------------------ |
| Kapelle     | südwestlich des Ortes Lage | 19. Jahrhundert | Kapelle; neugotischer Saalbau, 19. Jahrhundert | weitere Bilder Fotos hochladen |